# Rodrigo Sperafico
Rodrigo Sperafico (Toledo, 23 de julho de 1979) é um piloto de automobilismo brasileiro.

## Biografia
Atualmente corre pela Stock Car Brasil, assim como seu irmão gêmeo e também piloto Ricardo Sperafico. É primo de Rafael Sperafico que faleceu em um acidente correndo pela Stock Car Light em 2007. É um dos 10 pilotos paranaenses que competem na Stock Car.
Competiu na extinta F-3000 Internacional. Abandonou os monopostos e retornou ao Brasil para se dedicar ao campeonato brasileiro de Stock Car. Competiu pelas equipes Katalogo, WB Motorsports, JF Racing e Action Power onde se sagrou vice-campeão da temporada 2007. Em 2008 passou a integrar a equipe Terra Avallone.
Na temporada 2009 foi companheiro de seu irmão gêmeo, Ricardo Sperafico, mas apenas em provas esporádicas, nas quais Ricardo Zonta não participará por estar em provas de Grand-Am. Em 2008, essa função pertenceu ao também paranaense Julio Campos.

## Trajetória esportiva
Rodrigo começou no kart aos oito anos de idade, onde foi campeão brasiliense. Aos dezesseis, foi para a Inglaterra. Aos dezoito, estava de volta ao Brasil, onde correu a Fórmula 3 sul-americana com o irmão gêmeo pela equipe Amir Nasr por dois anos.
Em 2000, ficou em quarto lugar na classificação geral da F-3000 Italiana. Em 2001 correu a F-3000 Internacional pela fraca equipe Coloni (terminou fora da zona de pontuação e desistiu após a nona etapa).
Em 2002 venceu no Autódromo de Interlagos pela equipe Durango (igualmente fraca, já que a mais badalada era a Super Nova). Em 2004, após um ano parado, foi para a Telefonica World Series pela equipe Vergani. Segundo ele, para "completar o grid".

### Stock Car
Em 2004, de volta ao Brasil, estreou na Stock Car pela equipe Katálogo Racing e em 2005 correu pela equipe WB Motorsports. Já em Londrina, subiu ao pódio em segundo lugar.
Em 2006, ano de implantação do sistema de play-off, terminou o ano em nôno lugar, subindo ao pódio três vezes:um segundo lugar em Santa Cruz do Sul, um em Curitiba e um terceiro em Interlagos, já pela equipe de Jorge de Freitas, a JF.
Em 2007 após vencer em Curitiba (foi o primeiro paranaense em 16 anos a vencer em solo curitibano), classificou-se para os play-offs em sexto lugar. Uma sexta colocação em Buenos Aires, uma vitória no Autódromo de Tarumã, um sétimo no Rio de Janeiro e um quarto no Autódromo de Interlagos lhe deram o vice-campeonato em cima de Thiago Camilo, pela equipe de Paulo de Tarso Marques, a Action Power (estava na Biossintética, que tinha uma co-irmã, a Cimed).
No dia 9 de dezembro de 2007, após se tornar vice-campeão em Interlagos numa prova vencida pelo então estreante Marcos Gomes (terminou em quarto lugar), Rodrigo e o irmão acompanhavam pelos boxes da FTS Competições a Stock Car Light, na qual competia seu primo, Rafael Sperafico. Na sexta volta, uma rodada levou Rafael a se chocar contra a barreira de pneus e voltar para a pista. O carro foi atingido em "T" pelo carro de Renato Russo bem do lado do piloto. Rafael morreu na hora. Em 21 de Dezembro, apenas 12 dias após a fatalidade, Rodrigo Sperafico assinou com a Avallone para substituir Tarso Marques.
Em 2009 substituiu Ricardo Zonta na equipe Panasonic Racing, durante cinco etapas, enquanto Zonta disputava a categoria de turismo norte-americana Grand-Am. Em 28 de setembro, anuncia um acordo para disputar duas etapas da Stock Car Light pela equipe Carlos Alves Competition Team, de propriedade do ex-piloto Carlos Alves, chegando em terceiro em Campo Grande e vencendo em Curitiba, três semanas depois.
Em 2010 fechou contrato para disputar a temporada completa da categoria principal pela equipe RC3 Bassani,ao lado do paulista Diego Nunes. Porém, por falta de patrocínio, acabou substituído por Tarso Marques. Com a ida de Thiago Marques para a AMG Motorsport no lugar de Gustavo Sondermann, foi confirmado na equipe de Carlos Alves até o final da temporada.
Em 2011, retorna à equipe JF Racing paralelamente, disputa a Brasil GT3 Championship ao lado de Cláudio Dahruj pilotando um Corvette Z06R pela TNT Scuderia 111.

## Resultados na Stock Car
Corrida em negrito significa pole position; corrida em itálico significa volta mais rápida)
| Ano  | Equipe          | Carro             | 1      | 2      | 3      | 4       | 5       | 6       | 7      | 8       | 9       | 10     | 11      | 12     | Classificação | Pontos |
| ---- | --------------- | ----------------- | ------ | ------ | ------ | ------- | ------- | ------- | ------ | ------- | ------- | ------ | ------- | ------ | ------------- | ------ |
| 2004 | Katálogo Racing | Chevrolet Astra   | CTB NP | SAO NP | TAR NP | LON NP  | RIO NP  | SAO 5   | CTB    | LON 15  | RIO     | BSB 14 | CGD Ret | SAO    | 25°           | 15     |
| 2005 | WB Motorsports  | Chevrolet Astra   | SAO 5  | CTB 5  | RIO 12 | SAO Ret | CTB Ret | LON 2   | BSB 5  | STC Ret | TAR Ret | ARG 10 | RIO Ret | SAO 13 | 13º           | 57     |
| 2006 | JF Racing       | Chevrolet Astra   | SAO 3  | CTB 19 | CGD 17 | SAO 23  | LON 21  | CTB 2   | SCZ 2  | BSB 6   | TAR 12  | ARG 32 | RIO 11  | SAO 17 | 9°            | 223    |
| 2007 | Action Power    | Volkswagen Bora   | SAO 10 | CTB 1  | CGD 18 | SAO 10  | LON 11  | SCZ Ret | CTB 15 | BSB 30  | ARG 6   | TAR 1  | RIO 2   | SAO 4  | 2°            | 265    |
| 2008 | Terra Racing    | Mitsubishi Lancer | SAO 13 | BSB 3  | CTB 20 | SCZ 19  | CGD 15  | SAO 23  | RIO 11 | LON 15  | CTB DSQ | BSB 23 | TAR 8   | SAO 8  | 14°           | 29     |
| 2009 | RZ Racing       | Peugeot 307       | SAO NP | CTB NP | BSB 19 | SCZ 8   | SAO NP  | SAL 17  | RIO    | LON     | CTB     | BSB    | TAR     | SAO    | 25º*          | 8*     |

*Temporada em andamento.

## Curiosidades
- Antes de usar o número 19, o carro de Rodrigo Sperafico era o número 37.
- Quando pilotou pela Action Power (na época patrocinada pela Biossintética), seu carro era azul e rosa.
- Apesar de nascido em Toledo, mora há quase cinco anos em Curitiba.
- Nasceu quinze minutos depois de seu irmão gêmeo.
- Quando começou na Stock Car, seu engenheiro era ninguém menos que Wilson Fittipaldi Júnior, irmão de Emerson Fittipaldi. Um dia, Wilson se confundiu e foi conversar com um dos gêmeos. Ele não sabia que estava conversando com Ricardo, ao invés de Rodrigo. Depois, o mal-entendido foi explicado.
- Joga golfe há sete anos.
- Costuma trocar de lugar com o irmão para confundir as pessoas. Essa mania confundiu até as ex-namoradas.